# Durchgangslager Amersfoort

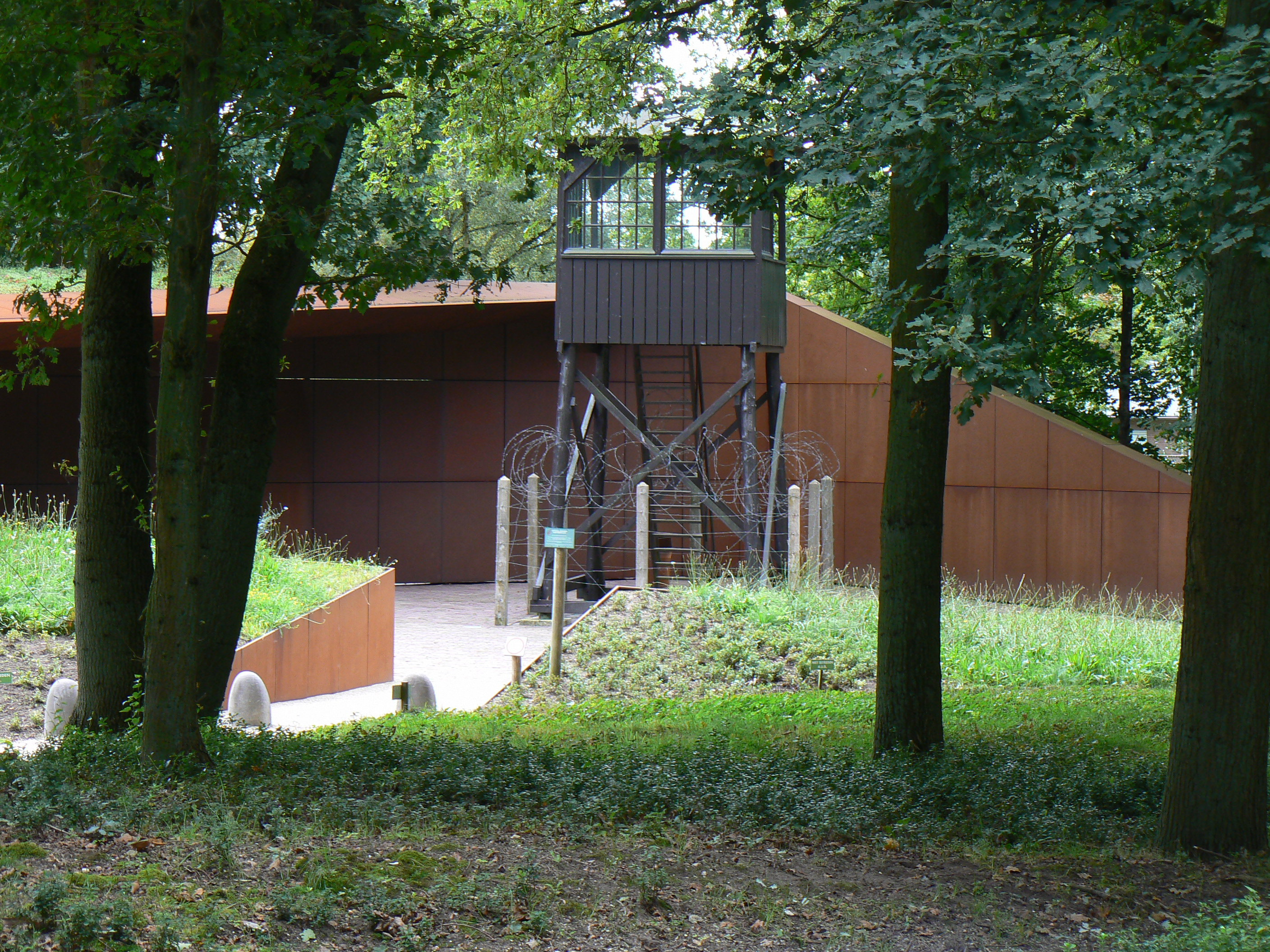
Gedenkstätte Durchgangslager Amersfoort

Das Durchgangslager Amersfoort, auch Polizeiliches Durchgangslager Amersfoort (PDA) bzw. de Boskamp (das Waldlager) genannt, diente im Zweiten Weltkrieg seit dem 18. August 1941 der deutschen Besatzungsmacht in den Niederlanden als Konzentrationslager. 

## Geschichte

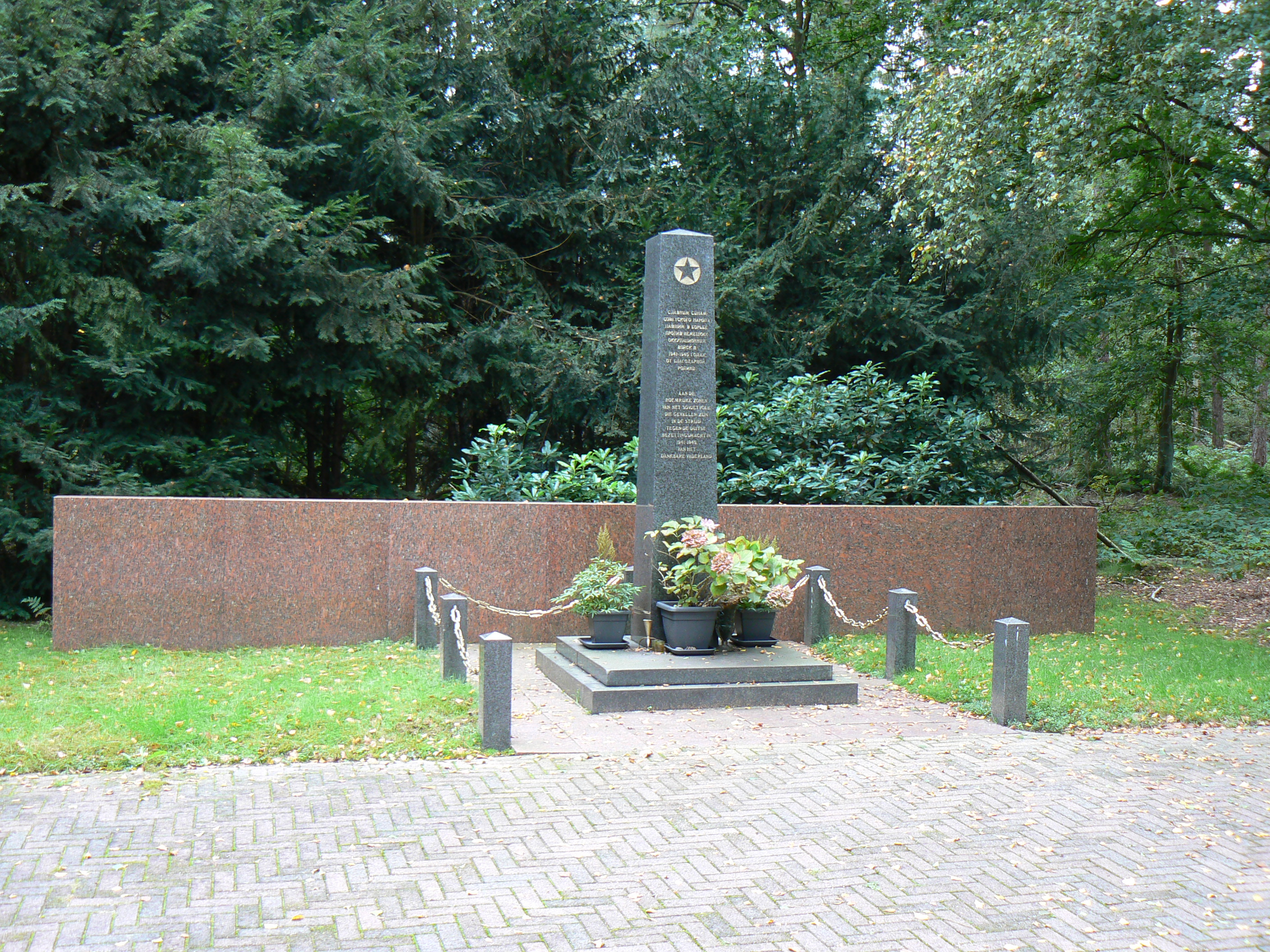
Denkmal am Ort der Erschießungen und des Massengrabs sowjetischer Gefangenen in Amersfoort

Vor der deutschen Besetzung war es 1939 als Kaserne für niederländisches Militär errichtet worden, das beim Ausbau der Grebbe-Linie und für Verteidigungsbauten rund um Amersfoort eingesetzt wurde. Unter deutscher Besetzung diente es als Internierungslager für „Geiseln“ sowie als „Schutzhaftlager“, „Jugenddurchgangslager“ und als „Arbeitserziehungslager“ der SS. Die Häftlinge wurden zur Rodung des Waldes sowie zu Sägearbeiten im Umkreis des Lagers eingesetzt. Viele jüdische Gefangene wurden weiter in das KZ Mauthausen in Österreich, in die Arbeitserziehungslager nach Essen zu den Hermann Göring Werken und in andere KZs nach Deutschland weiter transportiert. Amersfoort war zugleich auch Hinrichtungsort. Bis zur Übergabe des Lagers an das niederländische Rote Kreuz am 20. April 1945 wurden 32.500 Männer eingewiesen. Zeitweilig diente das Lager auch als „Auffanglager“ für inhaftierte Frauen und Kinder mit amerikanischer Staatsangehörigkeit. 
Nach dem Krieg wurde der Nationalsozialist Karl Friedrich Titho wegen der Erschießungen in Amersfoort in den Niederlanden zu sechs Jahren Haft verurteilt, sein Vorgesetzter Erich Deppner hingegen in Deutschland freigesprochen. Der SS-Schutzhaftlagerführer Hans Stöver wurde 1948 zu lebenslanger Haft verurteilt. Der SS-Schutzhaftlagerführer Karl Peter Berg wurde zum Tode verurteilt und 1949 hingerichtet. Der SS-Unterschutzhaftlagerführer Jupp Kotalla wurde ebenfalls zum Tode verurteilt, jedoch wurde dieses Urteil später zu lebenslänglich umgewandelt. Im Jahr 1953 wurde am Ende des SS-Schießstands, der auch als Ort zahlreicher Hinrichtungen diente, ein Nationales Denkmal eingeweiht. Der „Gefangene vor dem Erschießungskommando“ erinnert seitdem an die Häftlinge des PDA. Ein Besucherzentrum und ein Gedenkareal ergänzen die Gedenkstätte.